# Cianógeno
El cianógeno (del griego kyanós, azul, y gennán. engendrar, producir, que produce cianosis) es un compuesto químico con la fórmula (CN)2. Por la naturaleza del grupo CN (cianuro), este compuesto se comporta como un halógeno, llegando a considerarse incluso como un pseudohalógeno. Sus moléculas consisten en dos grupos de CN (análogos a las moléculas diatómicas halógenas, tales como F2, Cl2, Br2 o I2. Los dos grupos cianuro están enlazados por sus átomos de carbono: N≡C−C≡N. La palabra “cianógeno” puede referirse a un grupo simple de moléculas que se consideran derivadas del cianógeno. El cianuro del cloro (NCCl) por ejemplo, está considerado (por propósitos de nombramiento) ser un cianógeno con uno de los grupos de cianuro remplazado por un átomo de cloro.

## Propiedades físicas
El cianógeno a temperatura ambiente, es un gas incoloro con un olor agrio. Su punto de fusión es −27,9 °C (−18,2 °F) y su punto de ebullición es −20,1 °C (−4,2 °F). Su densidad es aproximadamente dos veces la del aire a la misma presión y temperatura. La mayoría de los cianuros, son muy tóxicos debido a su reducción a cianuro, el cual se adhiere más fuertemente que el oxígeno al complejo citocromo-c-oxidasa, interrumpiendo así la cadena de transporte de electrones mitocondrial.

## Preparación
El cianógeno puede ser preparado en el laboratorio mediante cianuro de mercurio. Industrialmente, se hace mediante la oxidación del cianuro de hidrógeno, usando normalmente cloro sobre un catalizador activo de dióxido de silicio o dióxido de nitrógeno sobre una sal de cobre. El cianógeno también se forma cuando el nitrógeno ({\displaystyle {\ce {N2}}}) y acetileno ({\displaystyle {\ce {C2H2}}}) se les hace reaccionar mediante una chispa eléctrica o una descarga.

(1){\displaystyle {\ce {2Hg(CN)2 -> NCCN + 2HgCN}}}

Mezclando soluciones de sales de cobre (II) (como el sulfato cúprico) con cianógenos, se forma un cianuro de cobre (II) inestable que se descompone rápidamente en cianuro de cobre (I) y cianógeno.

(2){\displaystyle {\ce {2CuSO4 + 4KCN -> 2 Cu(CN)2 + 2K2SO4 -> NCCN + 2CuCN + 2K2SO4}}}

## Historia
El cianógeno tiene una larga historia, habiendo sido sintetizado por primera vez alrededor de 1782 por Carl Scheel cuando estaba estudiando el cianuro de hidrógeno. Fue definitivamente sintetizado en el año 1802, cuando fue usado para hacer lo que ahora se conoce como cianuro de cloro. Ganó importancia con el crecimiento de la industria de fertilizantes a finales del siglo diecinueve y todavía es un importante intermediario en la producción de muchos fertilizantes. También es usado como estabilizador en la producción de nitrocelulosa.

## Efectos nocivos
El cianógeno es un gas irritante para los ojos y el sistema respiratorio. Su inhalación puede producir dolor de cabeza, mareos, vértigo, incremento del pulso, náuseas, vómitos, inconsciencia, convulsiones y la muerte, dependiendo de la exposición.
En caso de envenenamiento con esta sustancia es necesario realizar un tratamiento específico; así como disponer de los medios adecuados junto las instrucciones respectivas. La alerta por el olor es insuficiente. Con el fin de evitar la fuga de gas en estado líquido, girar la botella que tenga un escape manteniendo arriba el punto de escape.

## Cometas verdes
Algunas atmósferas de cometas brillan en verde. Esto se debe a que el coma (o cabellera) contiene cianógeno y carbono biatómico. Ambas sustancias brillan en color verde cuando son iluminadas por la luz solar. Esto se denomina “resonancia fluorescente”.